# Clément Alleno
Clément Alleno, né le 8 octobre 2000 à Lanfains (Côtes-d'Armor), est un coureur cycliste professionnel français. Il évolue au sein de l'équipe espagnole Burgos-Burpellet-BH.

## Biographie
Clément Alleno commence le cyclisme à l'âge de onze ans pour suivre son grand frère Thomas, lui-même pratiquant de ce sport. Il participe à ses premières courses sous les couleurs du CC Uzelais,.
Il passe professionnel en 2023 au sein de l'équipe espagnole Burgos-BH, avec un contrat de deux ans. Son directeur sportif Damien Garcia le présente comme un bon puncheur. Satisfaite de ses performances, la formation Burgos-BH prolonge son contrat à la fin de la saison 2024.

## Palmarès et résultats

### Palmarès par année
- 2018
  - 2e étape du Trophée Sébaco Juniors
- 2021
  - Tour de Brissac-Loire-Aubance
  - Circuit de l'Armel
  - 3e de Plaintel-Plaintel
- 2022
  - Boucles Guégonnaises
  - Grand Prix de Quessoy
  - 3e du championnat de France de cyclo-cross espoirs

### Classements mondiaux
| Année           | 2022   | 2023 |
| --------------- | ------ | ---- |
| UCI Europe Tour | 1 262e | 867e |